# エマヌイル・エヴゼリヒン
エマヌイル・ノエヴィチ・エヴゼリヒン(ロシア語: Эммануил Ноевич Евзерихин, ラテン文字転写: Emmanuil Noevich Evzerikhin）は、戦前期からのソビエト連邦のフォトジャーナリストである。

## 伝記
1911年ロストフ・ナ・ドヌで生まれた。1920年代の終わりにフリーランスの通信員としてプレス・クリーシェ・タス(露Пресс-клише ТАСС)で働き始めた。1933年からフォトフローニケ・タス:露Фотохронике ТАСС(現、フォトフローニカ・タス)で働いた。
1934年モスクワへ異動した。モスクワで働きながらエヴゼリヒンはコミンテルン大会、憲法を採択したソビエト議会、建設工事、北極遠征、スポーツパレード等の時代を画する大イベントを撮影する機会を得た。マキシム・ゴーリキー、ミハイル・イワノヴィッチ・カリーニン等の文化・芸術界の卓越した人物や著名な飛行士のヴァレリー・チカロフ、ミハイル・グロモフを撮影した。
戦時中、数多くの前線で撮影した。最も著名な写真群はスターリングラードで写された。
ミンスク、ワルシャワ、ケーニヒスベルク(現、カリーニングラード)等の諸都市の解放に立会い、プラハで終戦を迎えた。2つの赤星勲章、2等祖国戦争勲章および幾つかのソ連邦記章を授与された。
戦後はTASS E(露ТАСС, Э)で働いた。エヴゼリヒンは通信制人民芸術大学の通信教育課程で写真術の基礎を教え、全国へ講義して回った。
彼は1984年に亡くなった。

## 参考
“ロシア美術館2007年3月展覧会資料　露語”. 2016年1月1日閲覧。
“ロシア美術館2007年3月展覧会資料　英語”. 2016年1月1日閲覧。